# Geleira Turgovishte
 Coordenadas : orientação de longitude inválida, deve ser "E" ou "W"
A geleira Turgovishte é uma geleira do tipo  glaciar de vale  localizada na Ilha Greenwich, no arquipélago das ilhas Shetland do Sul, na Antártida. Limita a oeste com o pico Viskyar, e com o pico Vratsa a nordeste.  Estende-se 700m de leste a oeste e 1,6 km no sentido norte-sul, prolongando-se ao sul em direção ao estreito de Bransfield, a leste do ponto Sartorius.

## Etimologia
A geleira recebeu esse nome devido à cidade de Turgovishte ( Lednik Turgovishte, pronunciado: ['led-nik  t&r-'go-vi-shte])  localizada na parte nordeste da Bulgária